# Raquel Riba Rossy

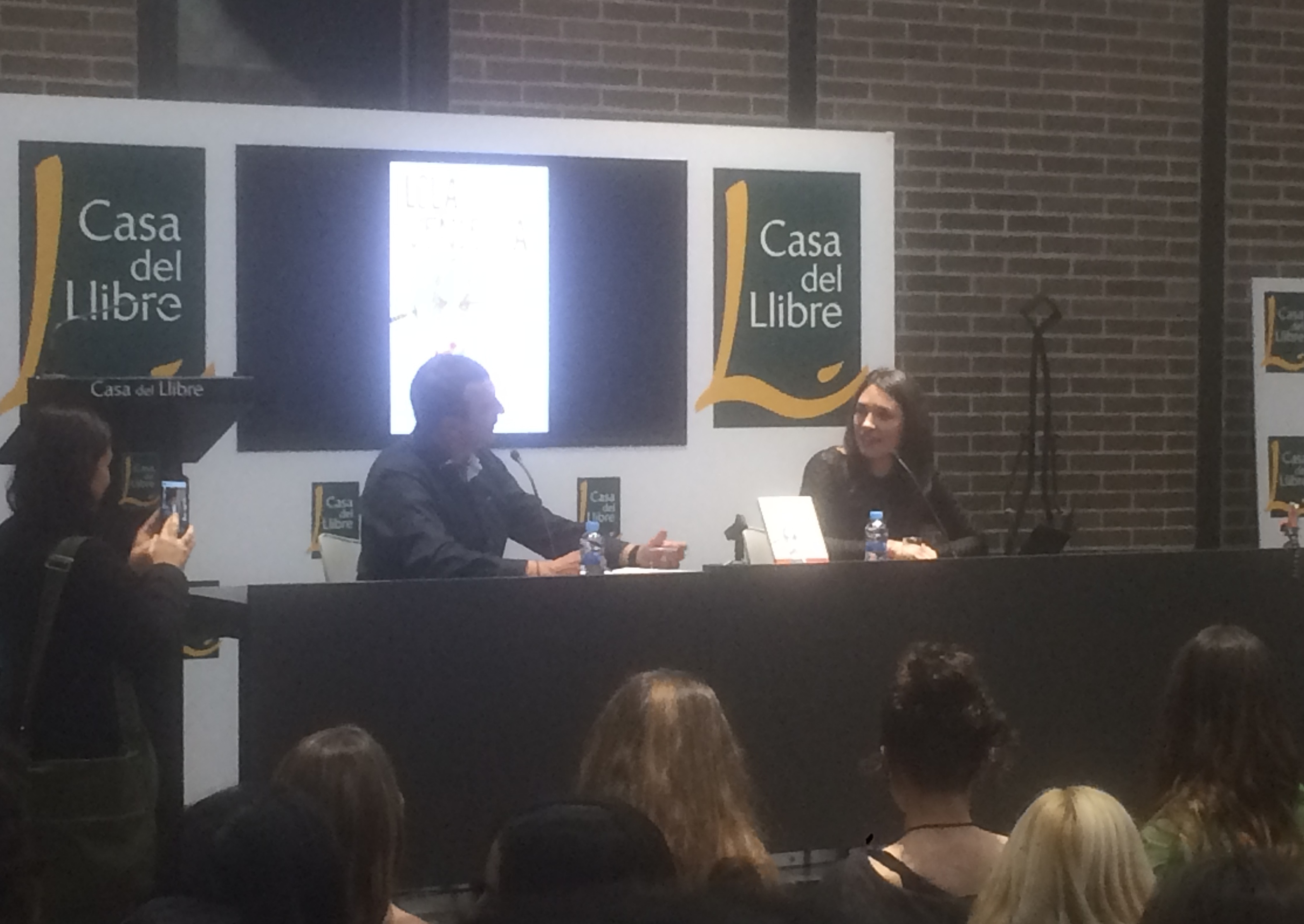
Presentación "Más vale Lola que mal acompañada" (Lola Vendetta) de la ilustradora Raquel Riba Rossy, 7 de marzo de 2017 en la Casa del Libro, Rambla Catalunya, en Barcelona

Raquel Riba Rossy (Igualada, Barcelona, 10 de julio de 1990) es una dibujante e ilustradora española.  Graduada en la facultad de bellas artes de la Universidad de Barcelona. Creadora del famoso personaje de cómic “Lola Vendetta”, que encarna la crítica social a la invisibilidad de las mujeres.

## Trayectoria
Estudió Bellas Artes en la Universidad de Barcelona (2008-2012) especializándose en dibujo, pintura, escultura y grabado. En 2013 siguió estudiando en la Escola de la Dona para profundizar en cursos de dibujo e ilustración.
Se dio a conocer en 2014, sobre todo en las redes sociales y en particular en Facebook con la creación de su personaje más famoso, Lola Vendetta.
Presenta a este personaje femenino como una “sicaria ilustrada” con camiseta a rayas, labios rojos y pelo negro. Lola Vendetta critica al conformismo tóxico de la sociedad, cuestionando los parámetros convencionales y reivindica el papel de las mujeres. Denuncia tabúes sobre la menstruación, la mística de la maternidad, el machismo pasivo camuflado en la sociedad y las nuevas masculinidades. Publicó en el año 2017 su primer cómic sobre Lola Vendetta.
Colabora con fundaciones como FAADA (Fundación para el asesoramiento y acción en defensa de los animales) y con la Fundación Montblanc entre otras.

## Obras
- (2014) Ilustración del libro de cuentos Marta, el Hada mágica… un poco desordenada.
- (2017) Lola Vendetta. Más vale Lola que mal acompañada.
- (2018) Lola Vendetta. ¿Qué pacha, mama?.
- (2019) Lola Vendetta y los hombres.
- (2021) Lola Vendetta. Una habitación propia con wifi.
- (2022) Morder la manzana (adaptación del libro de Leticia Dolera)
- (2023) Lola Vendetta. Katanazo al amor romántico.

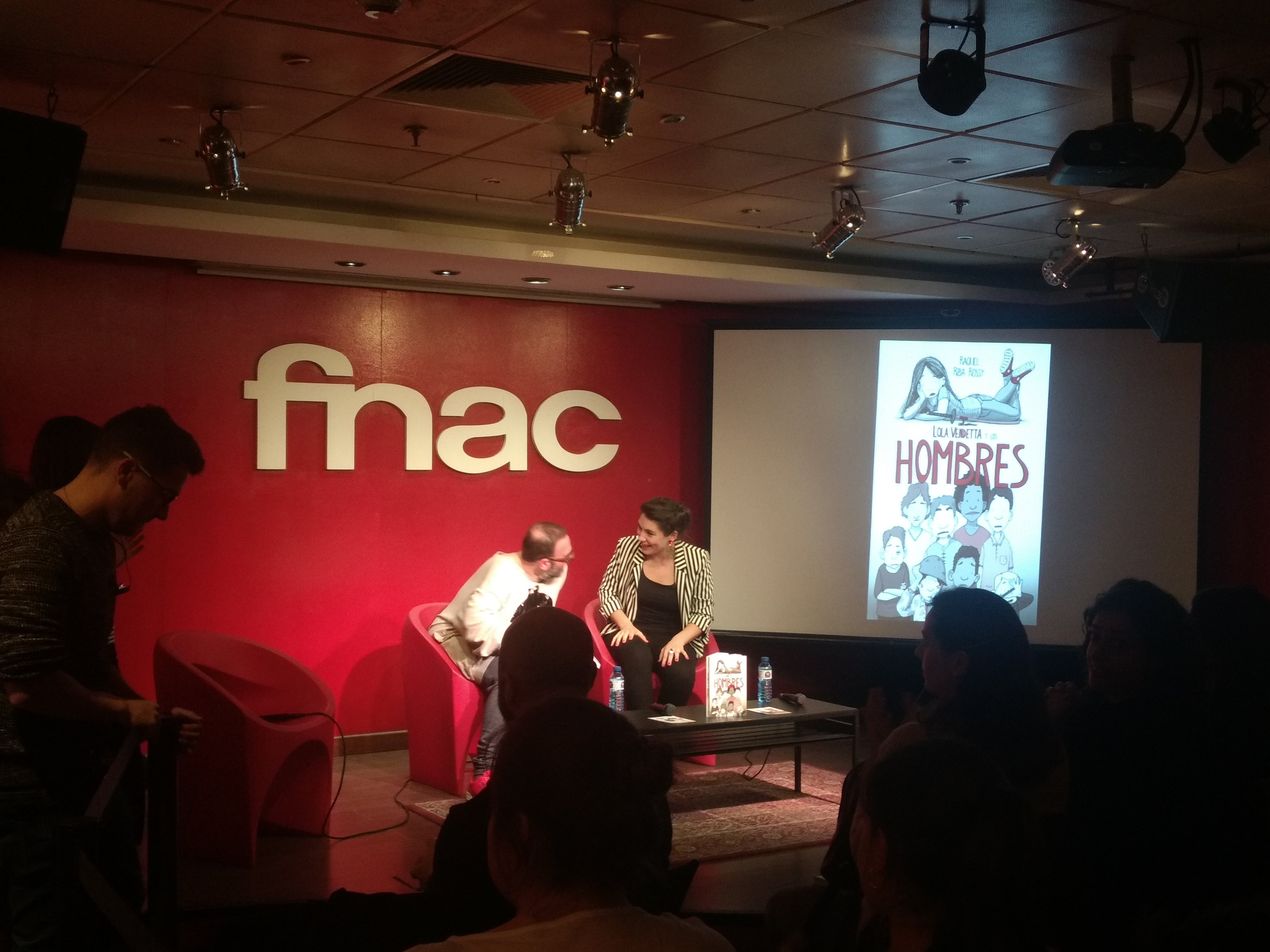
Raquel Riba en la presentación del libro "Lola Vendetta y los hombres" en Fnac Callao Madrid